# Baal Zebuth
Baal Zebuth — российская блэк-метал-группа, образованная в 1997 году.

## История
Музыкальный коллектив Baal Zebuth был образован летом 1997 года и к осени уже имел следующий состав: Sadist — гитара, Sauron — вокал, Amon — бас и Tormentor — ударные. Весной 1998 года к группе присоединился второй гитарист Kalmar, ранее игравший в блэк-метал-группе Defiance. В дальнейшем группа приступила к локальной концертной деятельности. Весной 1999 года участники группы начинают запись дебютного альбома Unholy Baal Zebuth, который, однако, ввиду некоторых внутренних, а также сторонних причин, так и не был до конца записан. Тем не менее, Baal Zebuth продолжают активно заниматься концертной деятельностью. В 2002 году по идеологическим причинам состав покидает ударник Tormentor. Его место занимает GXfff. В 2003 году Sadist вновь в студии S.H. studio приступил к работе над дебютным материалом. В это же время Baal Zebuth принимают участие в сборнике Stavropol Insanity Compilation, куда были включены четыре композиции с грядущего альбома (стоит отметить, что впоследствии вокал, а также некоторые части композиций были изменены и перезаписаны).
Наконец, в 2004 году на лейбле Sauron’a Macabre Productions в количестве 500 экземпляров выходит дебютный альбом Unholy Baal Zebuth. В 2005 году Baal Zebuth планировали выступить на известном фестивале Metal Heads Mission, однако, ввиду того, что одного из участников задержали на украинско-российской границе, сделать этого группе не удалось. В 2006 году на лейбле Oskorei Records вышел второй альбом группы We are Satanas. В ходе своей концертной деятельности Baal Zebuth периодически исполняют кавер-версии групп Isengard, Emperor, Dark Funeral, Mortician.
В 2011 году появилось сообщение о том, что группа распалась, а все оставшиеся на момент распада участники перешли в группу SS-18. Несмотря на прекращение существования Baal Zebuth в мае был выпущен последний полноформатный альбом «Nekromysticism — Into The Chasm Of Hell».

## Сторонняя деятельность участников
Многие участники коллектива принимали участие в музыкальной деятельности некоторых других групп. В частности Sauron, Sadist и GXfff были участниками проекта Cyber Baphomet. Кроме этого, Sadist принимал участие в Christ Invertion, Misanthropic Art, Deathmoor, а также занимался звукорежиссурой. GXfff, кроме указанного, играл в Lindisfarne и Deathmoor.

## Состав

### Последний известный состав
- Sadist — гитара, вокал
- Kalmar — гитара
- GXfff — ударные
- Uri — бас
- Sauron - вокал

### Бывшие участники
- Tormentor — ударные
- Amon — бас

## Дискография
- 2004 — Unholy Baal Zebuth (полноформатный)
- 2006 — We are Satanas (полноформатный)
- 2009 — Two Spears of Hatred and Coldness (сплит с Frozen Empire)
- 2011 — Necromysticism — Into The Chasm Of Hell (полноформатный)
- 2011 - Black Plague compilation, track Demiurg Destruction